# The Gray Man
The Gray Man je americký akční thriller, který v roce 2022 natočili režiséři Anthony a Joe Russoovi podle scénáře, který napsali společně s Christopherem Markusem a Stephenem McFeelym. Film je adaptací stejnojmenného románu Marka Greaneyho z roku 2009. Ve filmu hrají Ryan Gosling, Chris Evans, Ana de Armas, Jessica Henwick, Regé-Jean Page, Wagner Moura, Julia Butters, Dhanush, Alfre Woodard a Billy Bob Thornton. Film, který produkuje společnost bratří Russoových AGBO, má odstartovat franšízu založenou na Greaneyho románech The Gray Man.
Adaptace Greaneyho románu byla původně ohlášena již v roce 2011, kdy měl film režírovat James Gray a hlavní roli ztvárnit Brad Pitt; později se jednalo o verzi, kdy by místo hlavního hrdiny byla hlavní postavou žena, a tu by ztvárnila Charlize Theron, ani jedna z verzí však nevznikla. Snímek zůstal u ledu až do července 2020, kdy bylo oznámeno, že film budou režírovat bratři Russoovi a hlavní role ztvární Ryan Gosling a Chris Evans. Natáčení začalo v Los Angeles v březnu 2021 a skončilo v Praze v červenci téhož roku. S rozpočtem 200 milionů dolarů se film zařadil mezi nejdražší filmy společnosti Netflix.
Film se začal promítat ve vybraných kinech 15. července 2022 a následovalo celosvětové vydání na Netflixu 22. července. Od kritiků se dočkal protichůdných reakcí, kdy chválili herecké obsazení, ale kritizovali „scénář plný klišé a krkolomné tempo“.

## Obsazení
| Ryan Gosling       | Sierra Six (Šestka) (český dabing: David Švehlík)      |
| Chris Evans        | Lloyd Hansen (český dabing: Matouš Ruml)               |
| Ana de Armas       | Dani Miranda (český dabing: Lucie Štěpánková)          |
| Jessica Henwick    | Suzanne Brewer (český dabing: Tereza Císařová)         |
| Regé-Jean Page     | Denny Carmichael (český dabing: Oldřich Hajlich)       |
| Wagner Moura       | Laszlo Sosa (český dabing: Vasil Fridrich)             |
| Julia Butters      | Claire Fitzroy (český dabing: Eliška Beňová)           |
| Dhanush            | Avik San („Osamělý vlk“) (český dabing: Ernesto Čekan) |
| Alfre Woodard      | Margaret Cahill (český dabing: Zuzana Slavíková)       |
| Billy Bob Thornton | Donald Fitzroy (český dabing: Vladislav Beneš)         |
| Callan Mulvey      | Sierra Four (Čtyřka) (český dabing: Kryštof Rýmský)    |

Český dabing, v překladu Zuzany Joskové, s dialogy a režií Magdy Landsmannové, vyrobilo Studio Virtual v roce 2022.